# Битка при Скопие
Битката при Скопие през 1003 г. (или през 1004 г. според друго тълкуване на историческите извори) е една от битките между българския цар Самуил и византийския император Василий II в дългогодишната борба помежду им.
След продължителна обсада на Видин, завършила с превземането на града, Василий II повежда армията си на юг по поречието на Морава и достига околностите на Скопие, където станува българската войска начело със Самуил. Река Вардар отделя двете войски, докато императорът намира брод и напада българите. Войската на Самуил се спасява с бягство, оставяйки лагера си в ръцете на византийците. Град Скопие също е превзет от византийците, но само временно. След победата си Василий II потегля към Средец, но при Перник е отблъснат с тежки загуби от българския войвода Кракра и се оттегля във владенията си във Филипопол.
Въз основа на разказа на византийския летописец Йоан Скилица някои историци смятат, че след битката при Скопие синът на цар Петър, Роман, който управлява Скопие, се предава на византийците. Други приемат, че Роман умира във византийски плен още през 997 г., както твърди арабският автор Яхъя Антиохийски.
Отделна хипотеза сочи, че в завладяването на Скопие през 1003 г. участва унгарският крал Стефан I като съюзник на византийците. Това твърдение не се възприема във всички исторически изследвания, поради липсата на категорични сведения в първоизточниците.